# Омобоно Страдіварі
Омобоно Страдіварі (італ. Omobono Stradivari; 14 листопада 1679 – 8 червня 1742) – італійський майстер смичкових інструментів, син Антоніо Страдіварі.

## Біографія
Омобоно Страдіварі народився 14 листопада 1679 року в Кремоні, Італія, в сім'ї Антоніо Страдіварі і його першої дружини Франчески Феррабоскі. Мало що відомо про його раннє життя, за винятком того, що його сім'я жила в будинку, відомому як Каса-дель-Пескатор в парафії Святої Агати. Всього через рік після народження Омобоно сім'я продала Каса-дель-Пескаторе за солідну суму в 7000 імперських лір і переїхала в знаменитий будинок Антоніо Страдіварі, Каса-Нузіале, який тепер називається Пьяцца Рома № 1 в 
Кремоні. Коли йому було 19 років, його мати померла, і його батько Антоніо організував ретельно продумані похорони, показуючи, що Страдіварі вже були досить процвітаючими. Антоніо швидко одружився вдруге, на цей раз на Антонії Замбеллі, і у нього було ще п'ятеро дітей.
Хоча цілком імовірно, що Омобоно почав працювати в майстерні свого батька з юних років, як це було прийнято в той час, існує дуже мало робіт, які можна виразно простежити до нього. Антоніо Страдіварі добре відомий не тільки своєю високою продуктивністю, але і тим, що він використовував шаблони і високо готовий продукт, усуваючи всі сліди інструменту, які могли б бути використані для визначення особистості робітника. Передбачається, що Омобоно був в основному зайнятий ремонтом. На роботах, які приписуються йому, він показує незграбну майстерність, за винятком сувою, припускаючи, що якщо його батько використовував поділ праці в своїй майстерні, можливо, Омобоно був призначений сувоями. Крім занепаду майстерності, інструменти Омобоно мало чим відрізняються від дизайну його батька.
Після смерті батька в 1737 році Омобоно, який, очевидно, збагатився своєю спадщиною, припинив виробництво інструментів і пішов у безвість.